# Ceratopsyche tetrachotoma
Ceratopsyche tetrachotoma är en nattsländeart som beskrevs av Li och Tian 1990. Ceratopsyche tetrachotoma ingår i släktet Ceratopsyche och familjen ryssjenattsländor. Inga underarter finns listade i Catalogue of Life.